# Coca Cola Kid
Coca Cola Kid ist ein australischer Film aus dem Jahre 1985. Regie führte Dušan Makavejev. Er wurde auf den Filmfestspielen von Cannes 1985 gezeigt. Der Film basiert auf den Erzählungen The Americans, Baby und Electrical Experience von Frank Moorhouse.

## Handlung
Der amerikanische Manager Becker wird aus den USA zur australischen Niederlassung von Coca-Cola versetzt. Dort soll er dem Rätsel auf den Grund gehen, dass in einem kleinen Landstrich Australiens Coca-Cola nicht das meistverkaufte Getränk ist. Er findet heraus, dass dort eine Getränkefabrik existiert, die von einem alten exzentrischen Mann geleitet wird. Becker versucht, das Marketing für Coca-Cola anzuwerfen und so den Konkurrenten aus dem Weg zu schaffen. Dort kommt er aber mit dessen liebestoller Sekretärin in Begegnung.

## Kritik
„Komödie, die in keiner Szene zu satirischer Schärfe findet und die Politik expandierender Wirtschaftsimperien wenig erhellt; eher langweilig als unterhaltsam.“

- Roger Ebert gibt dem Film drei von vier Punkten und schreibt: „Der Film ist gefüllt mit Momenten der Inspiration, von denen die unvergesslichste eine Coca-Cola-Werbung mit Aborigines ist; Scacchi durch das Büro kriecht und sich in einem Coca-Cola-Kühlschrank versteckt und T. Georges Lösung für seine dampfgetriebene Getränkefabrik.“[2]